# Reinhold Rau
Reinhold Eugen Rau (7 février 1932 - 11 février 2006) est un naturaliste sud-africain d'origine allemande, à l'origine du projet Quagga en Afrique du Sud, qui vise à reconstituer par sélection le Quagga, une sous-espèce de zèbre aujourd'hui éteinte.

## Biographie
Reinhold Rau naît à Friedrichsdorf, en Allemagne. Il suit une formation de taxidermiste au musée Senckenberg de Francfort-sur-le-Main|Francfort. et rejoint le South African Museum de la ville du Cap en 1959. Il fait à l'origine partie d'une équipe de sept taxidermistes travaillant au musée. Bien qu'il soit principalement connu pour ses travaux sur les Quaggas, Rau a également redécouvert une espèce de tortue que l'on croyait éteinte.
Rau continue à travailler au South African Museum après sa retraite. Il meurt chez lui, au Cap, le 11 février 2006,.

## Quaggas
L'intérêt de Reinhold Rau pour le Quagga commence en 1969, lorsqu'il reconstitue un poulain quagga au South African Museum. En 1971, il visite différents musées à travers l'Europe, et parvient finalement à examiner 22 des 23 spécimens de Quaggas du monde.Des échantillons de tissus séchés de la peau du poulain du musée sud-africain, ainsi que des échantillons de tissus des deux quaggas de Mayence qu'il a reconstitués en 1980/81 au musée d'histoire naturelle de Mayence, sont à la base des analyses ADN qui révèlent que le Quagga était une sous-espèce du zèbre des plaines et non une espèce distincte. Cela conduit Rau à former le projet Quagga, une tentative de reconstitution du Quagga.
La quête de Rau pour reproduire le Quagga aurait inspiré le roman de Michael Crichton, Jurassic Park.
En 2000, la Fondation Cape Tercentenary décerne à Reinhold Rau la médaille Molteno pour récompenser une vie consacrée à la conservation de la nature dans la région du Cap.
En 2013, Khumba, un film d'animation sur un quagga, est dédié à sa mémoire.

## Travaux
- R.E. Rau, « Revised list of the preserved material of the extinct cape colony quagga, Equus quagga quagga (Gmelin) », Annals of the South African Museum, vol. 65, no 2,‎ 1974, p. 41–87 (ISSN 0303-2515, lire en ligne)